# Corinna Belz
Corinna Belz (née en 1955) est une documentariste allemande spécialisée sur le thème de l'art.

## Biographie
Corinna Belz a étudié la philosophie, l'histoire de l'art et les médias à Cologne et Berlin.

## Filmographie

### Cinéma
- 2001 : Leben nach Microsoft
- 2011 : Gerhard Richter Painting
- 2016 : Peter Handke: Bin im Wald. Kann sein, dass ich mich verspäte...
- 2021 : In den Uffizien
- 2023 : Thomas Schütte: Ich bin nicht allein

### Télévision

#### Téléfilms
- 2005 : Drei Wünsche, drei Frauen, ein Jahr, coréalisé avec Bärbel Maiwurm
- 2007 : Gerhard Richter et le Vitrail de Cologne (Das Richter Fenster), court métrage
- 2009 : Le Monde fabuleux des éponges (Porifera - Die wunderbare Welt der Schwämme), moyen métrage
- 2009 : 24h Berlin - Ein Tag im Leben
- 2012 : Ema dans l'escalier  (Ema auf der Treppe - Gerhard Richter 1966), court métrage
- 2016 : 4 x Paris: Paula Modersohn-Becker à Paris  (4 x Paris - Paula Modersohn-Becker), court métrage
- 2022 : Le Sculpteur Thomas Schütte : La Naissance de l'ondine (Der Künstler Thomas Schütte - Die Geburt der Nixe), version moyen métrage du long métrage Thomas Schütte: Ich bin nicht allein

#### Séries télévisées
- 2016 : Ateliergespräche, 4 épisodes, créatrice et réalisatrice
- 2023 : Le Musée raconté par ses anges gardiens (Erzählt von seinem Aufsichtspersonal), 4 épisodes, créatrice et réalisatrice de 2 épisodes

## Distinctions
- 2012 : Deutscher Filmpreis du meilleur film documentaire pour Gerhard Richter Painting[2]
- 2018 : Nommée au Prix Adolf-Grimme pour Peter Handke: Bin im Wald. Kann sein, dass ich mich verspäte...[3],[4]